# 刘兴立
劉立興（？—），男，中华人民共和国军事、政治人物、武警少将、中共黨員。

## 生平
歷任武警重慶總隊司令員、重庆市第五届人民代表大会代表、武警西安市支队支队长，2012年任武警陕西总队副参谋长，后任武警陕西总队副司令员，在某閱兵典禮上任領隊